# View from Masada
Albums de Killah Priest
Heavy Mental
(1998) Priesthood 
(2001)
Singles
1. Whut Part of the Game?
Sortie : 2000
2. I'm Wit That
Sortie : 2000

View from Masada est le deuxième album studio de Killah Priest, sorti le 9 mai 2000.
L'album s'est classé 18e au Top R&B/Hip-Hop Albums et 73e au Billboard 200.

## Liste des titres
| No  | Titre                                                                              | Contient un (des) sample(s) de            | Durée |
| --- | ---------------------------------------------------------------------------------- | ----------------------------------------- | ----- |
| 1.  | Intro (Produit par LZA)                                                            |                                           | 2:08  |
| 2.  | View from Masada (Produit par Just Blaze)                                          |                                           | 4:07  |
| 3.  | Hard Times (Produit par Just Blaze)                                                |                                           | 4:18  |
| 4.  | Maccabean Revolt (Interlude) (featuring Goldie Mack – Produit par Daddy Rose)      |                                           | 1:21  |
| 5.  | Maccabean Revolt (featuring Maccabeez – Produit par Daddy Rose)                    | Les Préludes de Franz Liszt               | 3:53  |
| 6.  | Gotta Eat (Produit par Just Blaze)                                                 |                                           | 4:54  |
| 7.  | What Part of the Game? (featuring Ras Kass – Produit par Curt Gowdy)               | Getting on Board de John Ottman           | 4:18  |
| 8.  | I'm Wit That (Produit par Buddah et Shamello)                                      |                                           | 3:22  |
| 9.  | Bop Your Head (Priesthood) (featuring Canibus – Produit par Q-Base)                |                                           | 3:58  |
| 10. | Rap Legend (Produit par Wiz)                                                       |                                           | 3:38  |
| 11. | Places I've Been (Produit par Wiz)                                                 |                                           | 3:46  |
| 12. | When Will We Learn? (Produit par Wiz)                                              |                                           | 4:17  |
| 13. | Food for Thought (Interlude) (featuring Daddy Rose – Produit par LZA)              |                                           | 1:36  |
| 14. | Live By the Gun (featuring Kavalier et Black Rose Kartel – Produit par Daddy Rose) |                                           | 3:37  |
| 15. | If I Die (featuring Salla`udiin Rose – Produit par Daddy Rose)                     | Now I Lay Me Down to Sleep (traditionnel) | 4:03  |
| 16. | Outro (Produit par LZA)                                                            |                                           | 1:54  |